# The Fabulous Little Richard
The Fabulous Little Richard — третий и последний классический рок-н-ролльный альбом американского певца Литла Ричарда. Последующие альбомы вышли в жанрах госпел и спиричуэл. The Fabulous Little Richard составлен по такому же рецепту, что первый и второй альбомы. Включает синглы «The Girl Can’t Help It» (1956), «She Knows How to Rock» (1958), «Shake a Hand» (1959).

## Список композиций
1. «Shake A Hand»
2. «Chicken Little Baby»
3. «All Night Long»
4. «The Most I Can Offer (Just My Heart)»
5. «Lonesome and Blue»
6. «Wonderin'»
7. «She Knows How To Rock»
8. «Kansas City»
9. «Directly From My Heart»
10. «Maybe I’m Right»
11. «Early One Morning»
12. «I’m Just A Lonely Guy»
13. «Whole Lotta Shaking Going On»
14. «The Girl Can’t Help It»